# Piper arunachalense
Piper arunachalensis là một loài thực vật có hoa trong họ Hồ tiêu. Loài này được Gajurel, P.R., P. Rethy & Y. Kumar mô tả khoa học đầu tiên năm 2001.